# Виходне
Виходне (пол. Wychodne) — село в Польщі, у гміні Сувалки Сувальського повіту Підляського воєводства.
Населення — 109 осіб (2011).
У 1975-1998 роках село належало до Сувальського воєводства.

## Демографія
Демографічна структура станом на 31 березня 2011 року:
|          | Загалом | Допрацездатний вік | Працездатний вік | Постпрацездатний вік |
| -------- | ------- | ------------------ | ---------------- | -------------------- |
| Чоловіки | 61      | 9                  | 47               | 5                    |
| Жінки    | 48      | 12                 | 27               | 9                    |
| Разом    | 109     | 21                 | 74               | 14                   |